# ティコティン日本美術館

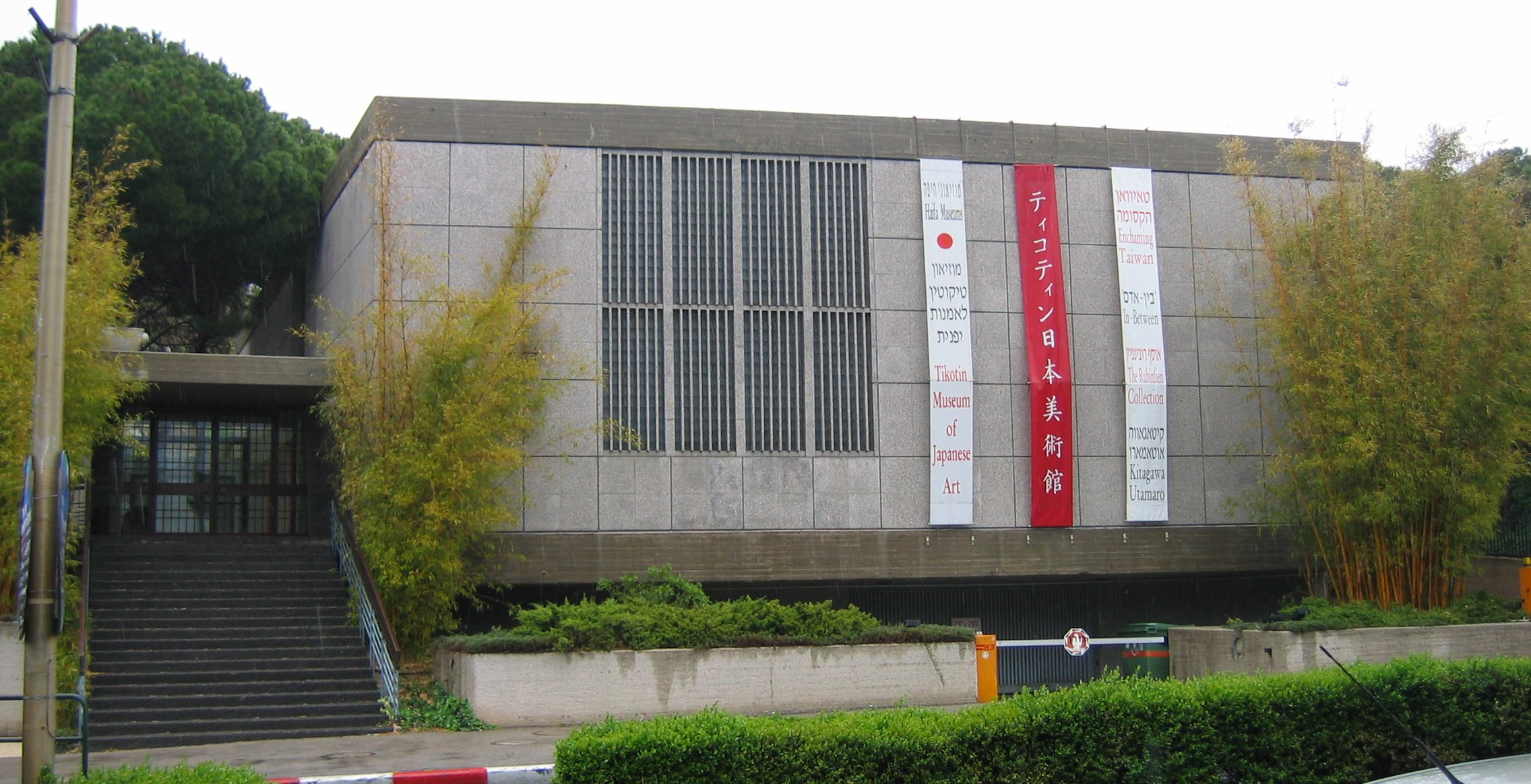
ティコティン日本美術館

ティコティン日本美術館（ヘブライ語: מוזיאון טיקוטין לאמנות יפנית、英語: Tikotin Museum of Japanese Art）とは、ハイファのカルメル地区に設置された日本の美術に関する美術館であり、1960年にオランダ人のフェリックス・ティコティンと当時のアバ・フシ・ハイファ市長により設立され、開館した。初代館長は美術史家の山田智三郎。

## 概要
ティコティン日本美術館には約3000点に及ぶ浮世絵を含む多数の日本美術や日本の文化に関する絵画などが所蔵されている。そして、日本美術などに関して学習する意欲があるイスラエル人を対象とした教育活動も行っている。そして、日本の財団などはティコティン日本美術館に多額の寄付を行うなど、日本とイスラエルとの文化交流を行う上で重要な役割を担っている。

## 所蔵品
- 鈴木春信 「輿入れ」 中判錦絵 1767年ころ
- 喜多川歌麿 「忠臣蔵六段目」 大判錦絵
- 喜多川歌麿 「高島おひさ」 大判錦絵
- 鳥文斎栄之  「福人宝合」 大判錦絵 寛政